# Kamienica Linsinga w Szczecinie
Kamienica Linsinga przy ul. Siennej 7 – zrekonstruowana w formie barokowej kamienica znajdująca się na narożniku ulic Siennej i Osiek, przy Rynku Siennym, na osiedlu Stare Miasto, w szczecińskiej dzielnicy Śródmieście.

## Historia

### Przed II wojną światową
Barokowa kamienica wzniesiona została po 1677 r. po zakończeniu walk między Szwedami a Brandenburczykami w czasie wojny duńsko-szwedzkiej. W 1720 r. jej właścicielem był podskarbi Linsing. Na początku XIX wieku kamienica najpierw należała do kupca Rauchego, a następnie była własnością kupca Wegnera. W 1875 r. jej właścicielem został mistrz murarski Schinke. Dokonał on rozbiórki budynku i zbudowania na jego miejscu nowej kamienicy w stylu neorenesansowym.

### Po II wojnie światowej
W czasie bombardowań Szczecina neorenesansowa kamienica została niemal całkowicie zniszczona. Ruiny rozebrano wraz ze wszystkimi innymi kamienicami Podzamcza.
Koncepcja odbudowy szczecińskiego Podzamcza, powstała po 1989 r., wiązała się także z rekonstrukcją najcenniejszych kamienic przy rynku Siennym. Projekt rekonstrukcji kamienicy nr 7 według stanu z XVIII w. opracował w latach 1994–1996 zespół architektów w składzie: H. Balcerek, T. Balcerzak, R. Fiedczak, R. Frydrycki i J. Lenart. Prace budowlane rozpoczęto w 1996 r., a zakończono w 1999 r.
Kamienica nr 7 jest jedną z trzech kamienic z rynku Siennego, które odbudowano zgodnie z dawnym wyglądem.

## Opis
Kamienica jest obiektem jednopiętrowym, narożnym, z trzypoziomowym poddaszem ukrytym za barokowym szczytem. Parter ozdobiono boniowaniem, a wejście do budynku ujęto w portal zwieńczony trójkątnym naczółkiem. Fasadę frontową wraz ze szczytem ozdobiono stiukowymi girlandami, a okna obramowano opaskami.